# Cervantesiaceae
Cervantesiaceae, biljna porodica u redu santalolike. Sastoji se od 8 rodova s 19 vrsta (2024. g.)
Porodica je opisana u Taxon 59(2): 551. 2010.

## Opis
Cervantesiaceae su grmlje i drveće, korijenski paraziti, listopadni, dvodomne ili diecične i triecične. Lišće naizmjenično, jednostavno; stipule odsutne; peteljka prisutna; rubovi cijeli [spinozni]; venacija perasta. Cvatovi jednospolni, završni ili aksilarni, grozdasti (klasovi, cimesi, metlice). Cvjetovi jednospolni [dvospolni]; periant i androecium perigini ili epigini; hipantij potpuno prirastao jajniku; čašičnih listića 0; latice (4–)5(–6), različite, prisutne poststabilne dlake; nektarija prisutna; prašnici (4–)5(–6), nasuprotne latice, različite, prirasle uz bazu latice; prašnici se odvajaju uzdužnim prorezima; staminodi prisutni u tučkovim cvjetovima; tučak 1, broj karpela nepoznat; jajnik 1/2 donji (staminati cvjetovi) ili gotovo gornji (tučkasti cvjetovi), postaje inferioran tijekom razvoja ploda, 1-lokularan, placentacija slobodno-središnji, viseći; ovuli 2-3 po mjestu, anatropni; stil 1; stigma 1; tučak prisutan u staminatim cvjetovima. Plodovi pseudodrupe (mezokarp tvrdi). Sjemenke 1 po plodu.
Rodovi 8, vrsta 20, istočne i jugoistočne Sjedinjene Države, Južna Amerika, Azija, Afrika.
Cervantesiaceae pokazuju trend od dvospolnih do potpuno jednospolnih cvjetova, s međufazama vidljivim po prisutnosti staminoda i pestiloda, kao i trioecija kod Scleropyrum Arnott. Broj karpela kod Cervantesiaceae je nejasan i nisu provedena potrebna anatomska istraživanja. Plodovi u ovoj porodici (najvećoj u Santalales) imaju tvrdi ili ljuskasti mezokarp. Budući da je mezokarp tvrd, a ne endokarp, oni se smatraju pseudodrupesima (pseudokoštunicama), a ne pravim koštunicama. U rodu Jodina Hooker & Arnott ex Meisner, endokarp se očito troši tijekom razvoja endosperma (S. P. Bhatnagar i G. Sabharwal 1969.); ovo se tumačenje proširuje i na ostale članove porodice.
Srodnost osam rodova Cervantesiaceae, koju je prvi primijetio H. U. Stauffer (1957., 1961.), potvrđena je pomoću molekularno filogenetskih metoda (J. P. Der i D. L. Nickrent 2008; Z. S. Rogers i sur. 2008). Odvajanje Cervantesiaceae od Santalaceae u širem smislu slijedi klasifikaciju Nickrenta et al. (2010). Pyrularia je jedini rod u porodici s vrstama koje se javljaju i u Starom i u Novom svijetu.

## Rodovi
1. Cervantesia Ruiz & Pav. (2 spp.)
2. Jodina Hook. & Arn. (1 sp.)
3. Acanthosyris (Eichl.) Griseb. (6 spp.)
4. Pyrularia Michx. (2 spp.)
5. Pilgerina Z. S. Rogers, Nickrent & Malécot (1 sp.)
6. Staufferia Z. S. Rogers, Nickrent & Malécot (1 sp.)
7. Okoubaka Pellegr. & Normand (2 spp.)
8. Scleropyrum Arn. (4 spp.)